# تپه‌های گوشواره
تپه‌های گوشواره مربوط به سدهٔ ۴ و ۵ ه.ق است و در شهرستان شمیرانات، بخش لواسانات، روستای گوشواره واقع شده و این اثر در تاریخ ۱ مهر ۱۳۸۲ با شمارهٔ ثبت ۱۰۳۸۱ به‌عنوان یکی از آثار ملی ایران به ثبت رسیده است.